# The Ashes 1886-87
Il The Ashes 1886 è stata la 5ª edizione del prestigioso The Ashes di cricket. La serie di 2 partite si è disputata in Inghilterra tra il 28 gennaio al 1° marzo 1887.
La vittoria è andata alla selezione inglese, che ha vinto per 2-0.

## Contesto
A partire dagli anni '60 del XIX secolo, si sono susseguite cinque visite di squadre australiane in Inghilterra. Questi tour si rivelarono non solo redditizi per i giocatori e gli organizzatori coinvolti, ma anche immensamente popolari in Inghilterra. Durante la visita della squadra inglese in Australia nell'estate del 1884-1885, Lord Harris, ex capitano della squadra inglese (nel tour in Australia del 1878-79) e ora amministratore, suggerì al potente Melbourne Cricket Club di inviare una squadra in Inghilterra nell'estate del 1886, la quale sarebbe stata riconosciuta come la "squadra australiana".
Nel corso dell'estate australiana del 1884-85, emerse un conflitto tra le associazioni coloniali australiane riguardo alla selezione e all'organizzazione di questa squadra. Si registrarono anche controversie salariali, con la squadra originariamente selezionata per il primo test che venne sostituita da un gruppo completamente nuovo per il secondo test. L'ex giocatore Tom Horan sostenne che il Melbourne Cricket Club fosse divenuto il principale club di cricket in Australia, distinguendosi per la sua influenza, ricchezza, potere e posizione. D'altro canto, lo scrittore di cricket David Montefiore osservò che si era verificato un crollo quasi totale nel supporto per l'emergente istituzione del cricket anglo-australiano.
Alla fine, la squadra destinata a recarsi in Inghilterra fu selezionata su base amatoriale, escludendo alcuni giocatori professionisti di spicco. Il tour del 1886 in Inghilterra, tuttavia, si rivelò disastroso dal punto di vista delle performance: la squadra australiana perse tutte e tre le partite di prova e vinse solo nove delle 39 partite disputate. Inoltre, furono segnalati episodi di cattiva disciplina e condotta scorretta da parte di alcuni giocatori. La rivista sportiva The Referee riportò che "mai, da quando i giocatori di cricket australiani sono diventati importanti nella stima del mondo, si era verificata una sconfitta così schiacciante come quella subita dall'MCC Eleven in Inghilterra". Nonostante ciò, il tour fu un successo finanziario, con il Melbourne Cricket Club che realizzò un profitto di 1.083 sterline.

## Preparativi
Durante il tour del 1886 in Inghilterra, il segretario del Melbourne Cricket Club, Ben Wardill, avviò trattative con il Marylebone Cricket Club (MCC) per organizzare la visita di una squadra inglese in Australia per la successiva estate australiana. Mentre era impegnato con i negoziati, Wardill scoprì che alcuni dei più noti giocatori di cricket inglesi, tra cui Shaw, Shrewsbury e Lillywhite, stavano già progettando un proprio tour in Australia con una squadra composta esclusivamente da professionisti. 
Wardill fu incaricato di intervenire con il trio, chiedendo loro di posticipare la visita per evitare che due squadre inglesi si recassero contemporaneamente in Australia. Tuttavia, Wardill fallì nel suo intento e ricevette l'ordine di interrompere le trattative per una visita da parte dell'MCC. Shaw e i suoi compagni, risentiti dalla situazione, criticarono aspramente l'azione di Wardill attraverso la stampa e altri canali, sostenendo di essere stati i primi a proporre l'idea di un tour in Australia e offrendo di deferire la questione all'arbitrato.
Nonostante queste controversie, gli accordi per il tour della squadra di Shaw in Australia nella stagione 1886-87 furono infine stipulati dal Melbourne Cricket Club insieme alle associazioni australiane.

## Risultati

### Test 1
| 28-31 gennaio Referto |

| Inghilterra       | v | Australia         |
| 45 (35.3 overs)   |   | 119 (113.1 overs) |
| 184 (136.2 overs) |   | 97 (107 overs)    |

- Australia vince il sorteggio e decide di battere

### Test 2
| 25 febbraio-1 marzo Referto |

| Inghilterra      | v | Australia       |
| 151 (109 overs)  |   | 84 (55.1 overs) |
| 154 (140.1 overs |   | 150 (110 overs) |

- Inghilterra vince il sorteggio e decide di battere